# البحث عن السلطة المفقودة
البحث عن السلطة المفقودة هو فيلم مغربي من إخراج محمد عهد بنسودة سنة 2017، وبطولة كل من عز العرب الكغاط، نفيسة بنشهيدة، وآخرون.
يُحيل الفيلم إلى رواية «البحث عن الزمن المفقود» للكاتب الفرنسي مارسيل بروست، حيث يتناول حكاية جنرال يقضي آخر أيامه في السلطة رفقة خادمته وحراسه العسكريين داخل فيلا فخمة.

## القصة
تبدأ أحداث الفيلم حين يتعرف الجنرال، خلال تردده النادر على أماكن السهر بعدد من المناطق الراقية والهادية من المدينة، على مغنية وعازفة بيانو ذات صوت ناعم وإحساس مرهف، لتنتهي علاقتهما بالزواج. لكن بعد مرور بعض الوقت على هذا الارتباط، يتسرب الملل والضجر إلى المغنية التي اعتادت على حياة أكثر اجتماعية ودينامية، وألفت عيشة متحررة لا تمت بصلة إلى محيطها الجديد المتسم بالصرامة والبعد عن الناس.
يركز الشريط على الحالة النفسية للمغنية داخل فيلا شاسعة ومنعزلة عن الناس، إذ أضحت تعيش تدهورا نفسيا كبيرا بسبب وضعها الاجتماعي الجديد كزوجة جنرال مهم وذي مركز حساس، بعدما كانت تنعم سابقا بالحرية والاستقلالية في التصرف والعيش وتستمتع بتأدية أغانيها أمام جمهور خاص ومتميز.
ورغم أن الجنرال وفّر كل المتطلبات المادية لزوجته، إلا أن هذا الأمر لم يخفف من أزمتها النفسية، فعملت على جلب بعض أفراد أسرتها ونسج علاقات إنسانية مع الخدم والحراس والغوص في عالم الموسيقى والغناء، إلى أن ركبت ذات يوم سيارتها للقيام بجولة فتعرضت لحادثة سير ساهمت في تأزيم حياتها.

## جوائز وتشريفات
حصل الفيلم على العديد من الجوائز الدولية، من أبرزها جائزة أفضل ممثلة في إفريقيا لبطلته نفيسة بنشهيدة، وأفضل ممثل في العالم العربي من مهرجان مالمو السويدي للسينما العربية لبطل الفيلم عز العرب الكغاط، وجائزة أفضل سيناريو من مهرجان دلهي بالهند، وأفضل فيلم من مهرجان القدس السينمائي.

## وصلات خارجية
- البحث عن السلطة المفقودة على موقع africine